# Nagmeldin Karamalla-Gaiballa
Nagmeldin Karamalla-Gaiballa (ur. 5 marca 1966 w Kosti) – polsko-sudański politolog, ekonomista, poeta, pisarz, działacz społeczny i kulturalny. Doktor nauk politycznych. Wykładowca na Wydziale Orientalistycznym Uniwersytetu Warszawskiego. Jest założycielem i redaktorem naczelnym African Journal of Economics, Politics and Social Studies (AJEPSS). Pełnomocnik Rektora ds. Różnorodności Kulturowej Uniwersytetu Warszawskiego.

## Życiorys
Przyjechał do Polski w 1988 i rozpoczął roczny kurs w Studium Języka Polskiego dla Cudzoziemców w Łodzi, po czym podjął naukę na Wydziale Gospodarki Narodowej Uniwersytetu Ekonomicznego we Wrocławiu. W 1995 z uzyskał tytuł magistra w specjalizacji finanse i bankowość. W 2006 uzyskał Certyfikat Rozwoju Rynku Kapitałowego z Instytutu Organizacji Narodów Zjednoczonych ds. Badań i Szkoleń. W 2016 uzyskał stopień doktora na Uniwersytecie Szczecińskim. Jego promotorem był Maciej Ząbek, a praca nosiła tytuł Konflikt w zachodniosudańskim regionie Darfur i jego uwarunkowania w okresie od 2003 do 2011 roku. Przez pewien czas pracował jako analityk m.in. w Ambasadzie Państwa Kataru w Polsce oraz doradzał i tłumaczył przy negocjacjach międzynarodowych. 
W 2004 ukazał się jego debiutancki tomik poezji w języku arabskim Masarib ar-rahil, a w 2010 wydano jego polski przekład Ścieżki pożegnania.
Pracuje jako adiunkt w Wyższej Szkole Handlu i Usług w Poznaniu oraz wykładowca wizytujący na Wydziale Orientalistycznym Uniwersytetu Warszawskiego. Jest autorem wielu prac z zakresu politologii i konfliktów regionalnych w Sudanie, które ukazały się w czasopismach naukowych, takich jak „Reality of Politics”, „Collectanea Sudanica”, „International Journal of Sudan Research” oraz „Sudan – Archeology and History”. Jest autorem wydanej w 2017 książki Sudan: Konflikt w Darfurze (2003-2011)”. 
Członek Polskiego Towarzystwa Nauk Politycznych, Polskiego Towarzystwa Afrykanistycznego, członek rady doradczej British Journal of Human Resource and Leadership, przewodniczący Rady Harambi Foundation, przewodniczący Southern Connect Foundation oraz były członek Advocacy Committee of the African Community in Poland.

## Wybrane publikacje
- Masarib ar-rahil (2004; polski przekład 2010)
- Sudan: Konflikt w Darfurze (2003-2011) (2017)
- The Conflicts in Darfur Causes Motives and Possible Solutions (2023)